# Fraueneishockey-Bundesliga 2002/03
Die Fraueneishockey-Bundesliga-Saison 2002/03 war in Deutschland die 15. Bundesliga-Spielzeit der Frauen. Im Laufe der Spielzeit konnte sich erneut der TV Kornwestheim durchsetzen und den Titel Deutscher Meister im Finale verteidigen.

## Organisation
Die Ligadurchführung erfolgte durch den Deutschen Eishockey-Bund.

## Modus
Die Vorrunde wurde in den Staffeln getrennt in einer Einfachrunde jeder gegen jeden mit Hin- und Rückspiel durchgeführt.
Anschließend spielten die Plätze 1 bis 3 die Zwischenrunde aus, die weiteren Platzierten kämpften um den DEB-Pokal der Frauen.

## Vorrunde
In der Vorrunde wurden die jeweils beiden besten Mannschaften der zwei Gruppen ermittelt, die sich für die Endrunde qualifizierten. Die schlechter Platzierten der beiden Gruppen nahmen unter Mitnahme der Spielergebnisse innerhalb der eigenen Vorrunde an der Pokalrunde teil. Der EC Hannover Seahawks wurde nach Beendigung der Vorrunde ausgeschlossen und nahm nicht an der Pokalrunde teil. Die Spiele werden offiziell nicht gewertet, haben aber auf den Tabellenstand keinen Einfluss. Die Mannschaft zählt als Absteiger.

### Abschlusstabellen
| Vorrunde Nord | Vorrunde Nord                   | Vorrunde Nord | Vorrunde Nord | Vorrunde Nord | Vorrunde Nord | Vorrunde Nord | Vorrunde Nord |
| ------------- | ------------------------------- | ------------- | ------------- | ------------- | ------------- | ------------- | ------------- |
| Pl.           | Team                            | Sp.           | S             | U             | N             | Tore          | Pkt.          |
| 1.            | OSC Berlin-Schöneberg Eisladies | 10            | 8             | 0             | 2             | 50:19         | 16:4          |
| 2.            | Mannheimer ERC Wild Cats        | 10            | 6             | 0             | 2             | 34:16         | 16:4          |
| 3.            | EC Bergkamener Bären            | 10            | 6             | 1             | 3             | 49:23         | 13:7          |
| 4.            | Grefrather EC Lady Panthers     | 10            | 4             | 0             | 6             | 31:21         | 8:12          |
| 5.            | WSV Braunlage Eishexen          | 10            | 3             | 1             | 6             | 57:44         | 7:13          |
| 6.            | Hannover Seahawks               | 10            | 0             | 0             | 10            | 2:100         | 0:16          |

| Vorrunde Süd | Vorrunde Süd            | Vorrunde Süd | Vorrunde Süd | Vorrunde Süd | Vorrunde Süd | Vorrunde Süd | Vorrunde Süd |
| ------------ | ----------------------- | ------------ | ------------ | ------------ | ------------ | ------------ | ------------ |
| Pl.          | Team                    | Sp.          | S            | U            | N            | Tore         | Pkt.         |
| 1.           | TV Kornwestheim Kodiaks | 10           | 9            | 0            | 1            | 81:13        | 18:2         |
| 2.           | ESC Planegg/Würmtal     | 10           | 8            | 0            | 2            | 46:17        | 16:4         |
| 3.           | ERC Sonthofen 99        | 10           | 6            | 1            | 3            | 36:37        | 13:7         |
| 4.           | EHC Memmingen Indians   | 10           | 4            | 0            | 6            | 26:35        | 8:12         |
| 5.           | DEC Tigers Königsbrunn  | 10           | 1            | 1            | 8            | 20:45        | 3:17         |
| 6.           | ESG Esslingen Penguins  | 10           | 1            | 0            | 9            | 10:72        | 2:18         |

### Kreuztabellen
Übersicht über alle Spiele der Vorrunde:
| Kreuztabelle Gruppe Nord | Kreuztabelle Gruppe Nord | Kreuztabelle Gruppe Nord | Kreuztabelle Gruppe Nord | Kreuztabelle Gruppe Nord | Kreuztabelle Gruppe Nord | Kreuztabelle Gruppe Nord |
| Verein                   | OSC                      | MERC                     | ECB                      | GEC                      | WSV                      | ECH                      |
| ------------------------ | ------------------------ | ------------------------ | ------------------------ | ------------------------ | ------------------------ | ------------------------ |
| OSC Berlin               |                          | 1:2 Bericht              | 6:3 Bericht              | 4:1 Bericht              | 10:3 Bericht             | 6:0 Bericht              |
| Mannheimer ERC           | 1:5 Bericht              |                          | 4:3 Bericht              | 0:3 Bericht              | 5:2 Bericht              | 10:0 Bericht             |
| EC Bergkamen             | 6:5 Bericht              | 0:1 Bericht              |                          | 2:0 Bericht              | 5:5 Bericht              | 10:0 Bericht             |
| Grefrather EC            | 0:2 Bericht              | 1:4 Bericht              | 1:2 Bericht              |                          | 1:4 Bericht              | 8:1 Bericht              |
| WSV Braunlage            | 3:5 Bericht              | 1:2 Bericht              | 1:8 Bericht              | 2:7 Bericht              |                          | 10:1 Bericht             |
| EC Hannover              | 0:6 Bericht              | 0:5 Bericht              | 0:10 Bericht             | 0:9 Bericht              | 0:26 Bericht             |                          |

| Kreuztabelle Gruppe Süd | Kreuztabelle Gruppe Süd | Kreuztabelle Gruppe Süd | Kreuztabelle Gruppe Süd | Kreuztabelle Gruppe Süd | Kreuztabelle Gruppe Süd | Kreuztabelle Gruppe Süd |
| Verein                  | TVK                     | ERCS                    | ESCP                    | DECK                    | EHCM                    | ESG                     |
| ----------------------- | ----------------------- | ----------------------- | ----------------------- | ----------------------- | ----------------------- | ----------------------- |
| TV Kornwestheim         |                         | 9:1 Bericht             | 2:3 Bericht             | 10:1 Bericht            | 13:2 Bericht            | 9:3 Bericht             |
| ERC Sonthofen 99        | 1:7 Bericht             |                         | 3:10 Bericht            | 2:2 Bericht             | 3:2 Bericht             | 9:0 Bericht             |
| ESC Planegg/W.          | 0:4 Bericht             | 1:2 Bericht             |                         | 3:1 Bericht             | 4:1 Bericht             | 8:1 Bericht             |
| DEC Königsbrunn         | 1:10 Bericht            | 3:7 Bericht             | 2:4 Bericht             |                         | 1:3 Bericht             | 7:0 Bericht             |
| EHC Memmingen           | 0:5 Bericht             | 3:4 Bericht             | 1:3 Bericht             | 2:1 Bericht             |                         | 2:1 Bericht             |
| ESG Esslingen           | 1:12 Bericht            | 0:4 Bericht             | 0:10 Bericht            | 4:1 Bericht             | 0:10 Bericht            |                         |

## Auf- und Abstieg
Im Gegensatz zum Vorjahr gab es wieder einen direkten Absteiger aus jeder Regionalgruppe. Eine Relegation, wie in den Jahren zuvor, wurde nicht ausgespielt.
Im Ergebnis der Pokalrunde wurde als weiterer Absteiger neben der gesperrten Mannschaft der Hannover Seahawks die ESG Esslingen ermittelt. Dafür qualifizierten sich als Sieger der 2. Liga Nord der GSC Moers und aus der Bayernliga der SC Riessersee für die kommende Bundesligasaison.

## Endrunde
In der Endrunde ging es für die vier Qualifizierten um den Einzug ins Finale. Die beiden Erstplatzierten spielten in zwei Spielen im Finale um die Meisterschaft, der Dritt- und Viertplatzierte spielten im kleinen Finale um Platz 3.
| Pl. | Team                | Sp. | S | U | N | Tore  | Pkt. |
| --- | ------------------- | --- | - | - | - | ----- | ---- |
| 1.  | TV Kornwestheim     | 6   | 6 | 0 | 0 | 42:5  | 12:0 |
| 2.  | OSC Berlin          | 6   | 3 | 0 | 3 | 17:22 | 6:6  |
| 3.  | Mannheimer ERC      | 6   | 2 | 0 | 4 | 9:26  | 4:8  |
| 4.  | ESC Planegg/Würmtal | 6   | 1 | 0 | 5 | 8:23  | 2:10 |

### Spiele der Endrunde
| TV Kornwestheim     |              | 3:2 Bericht | 9:1 Bericht | 6:1 Bericht |
| OSC Berlin          | 0:11 Bericht |             | 2:4 Bericht | 5:2 Bericht |
| Mannheimer ERC      | 0:7 Bericht  | 1:5 Bericht |             | 1:2 Bericht |
| ESC Planegg/Würmtal | 1:6 Bericht  | 1:3 Bericht | 1:2 Bericht |             |

## Finale
Die Finalspiele fanden am 1. und 8. März 2003 jeweils mit Hin- und Rückspiel statt.

### Spiele um Platz 3
| 1. März 2003 19:00 Uhr | ESC Planegg/Würmtal Penguins S. Seiler (10.) S. Seiler (PS) | 2:1 n. P. (1:0, 0:1, 0:0) Spielbericht | Mannheimer ERC Wild Cats K. Fring (27.) | Grafing Zuschauer: 41 |

| 8. März 2003 20:00 Uhr | Mannheimer ERC Wild Cats | 0:5 (0:2, 0:2, 0:1) Spielbericht | ESC Planegg/Würmtal Penguins S. Seiler (5.) F. Meinicke (16.) S. Rumswinkel (22.) V. Angermeier (24.) M. Pink (55.) | Mannheim Zuschauer: 60 |

### Finale
| 1. März 2003 19:45 Uhr | TV Kornwestheim Lady Kodiaks K. Lehmann (49.) S. Kruck (50.) S. Fellner (PS) | 3:2 n. V. (0:1, 0:0, 1:0, 0:1) Spielbericht | OSC Berlin N. Kamenik (4.) D. Soesilo (55.) | Kornwestheim Zuschauer: 105 |

| 8. März 2003 19:00 Uhr | OSC Berlin | 0:2 (0:0, 0:2, 0:0) Spielbericht | TV Kornwestheim Lady Kodiaks K. Lehmann (22.) S. Westrich (30.) | Berlin-Hohenschönhausen Zuschauer: 750 |

## Endstand
| Platz          | Mannschaft                   |
| -------------- | ---------------------------- |
| Goldmedaille   | TV Kornwestheim Lady Kodiaks |
| Silbermedaille | OSC Berlin Eisladies         |
| 3.             | ESC Planegg/Würmtal Penguins |
| 4.             | Mannheimer ERC Wild Cats     |

### Meistermannschaft des TV Kornwestheim
| Deutscher Meister TV Kornwestheim | Torhüter: Stephanie Kürten, Melanie Heldenmaier Verteidiger: Miriam Behnke, Sabine Rückauer, Nina Ziegenhals, Sabrina Kruck, Keshia-Sue Körper, Susanne Fellner Angreifer: Jeanette Jung, Sandra Westrich, Silvia Schneegans, Kerstin Sacre, Corinna Molt, Mirjam Ludwig, Stephanie Frühwirt, Kathrin Lehmann Trainer: |